# Nothelferkapelle Däniken

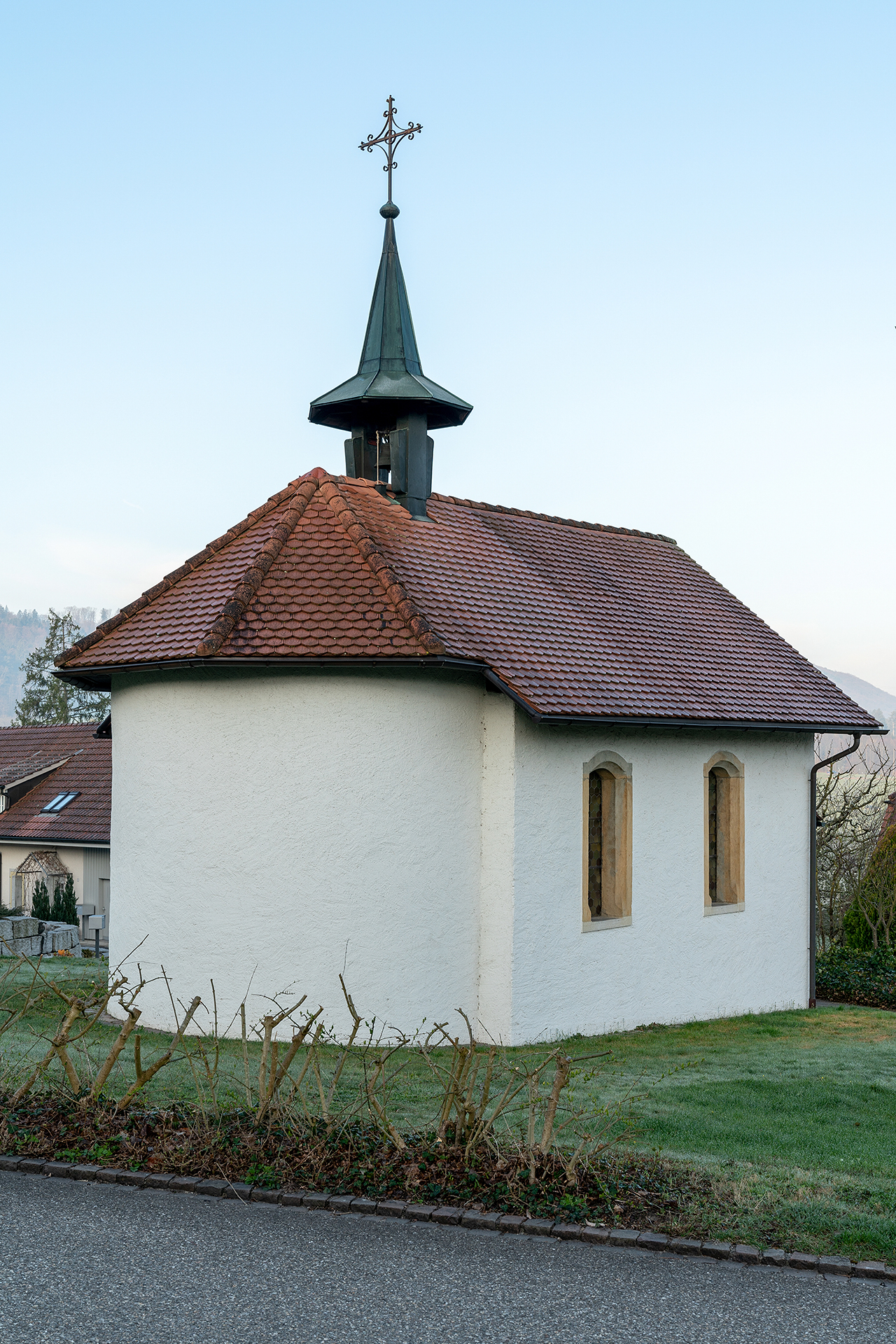
Nothelferkapelle

Die Nothelferkapelle Däniken (auch Kapelle im Eich) ist eine den Vierzehn Nothelfern gewidmete Kapelle in der schweizerischen Ortschaft Däniken. Sie entstand 1803–1805. Nach dem Franzoseneinfall 1798/1799 wurden an vielen Orten Gelöbnisse abgelegt, ein Kreuz, einen Bildstock oder eine Kapelle zu errichten, wenn die Franzosen wieder abziehen würden. Auf ein solches Versprechen geht der Bau dieser Kapelle zurück.
Der Bau besitzt einen eingezogenen runden, fensterlosen Chor, an dem sich das Kirchenschiff mit jeweils zwei seitlichen Fenstern anschliesst. Das Satteldach besitzt einen über das gesamte Gebäude gleich hoch verlaufenden Dachfirst, der Chorabschluss ist als 3/8 Walmdach ausgeführt. Der Dachreiter mit einem kleinen Glöcklein ist über dem Chorbogen positioniert.
An der Altarwand befinden sich, rechts und links von einer großen Madonna im Strahlenkranz, die Büsten der Vierzehn Nothelfer mit ihren Attributen. Sie wurden um 1840 von Jos. Meier aus Winznau geschnitzt. Die Stationsbilder des Kreuzwegs sind als naive Hinterglas-Malerei ausgeführt.
Die Kapelle wurde 1950 renoviert.

## Quelle
- Kunstführer durch die Schweiz Band 3, 5. Ausgabe 1982 ISBN 3-7170-0193-0 Seiten 981f